# Cheile Gârliștei
Cheile Gârliștei alcătuiesc o arie protejată de interes național ce corespunde categoriei a IV-a IUCN (rezervație naturală de tip mixt), situată în județul Caraș-Severin, pe teritoriul administrativ al orașului Anina și al  comunei Goruia.
Rezervația naturală se întinde pe o suprafață de 517 ha, se află în Munții Aninei pe cursul râului cu același nume, în aval de orașul Anina.
Au o lungime de 9 km din care 4 km sunt caracterizați de versanți foarte abrupți în care s-au format cca. 100 de peșteri.
Cheile au statut de rezervație naturală în cadrul Parcului Național Semenic-Cheile Carașului. Pot fi vizitate pe traseul turistic Anina - Gârliște, marcat cu punct roșu.